# Кава стенофіла
Стенофіла, кава вузьколиста (лат. Coffea Stenophylla), також відома як високогірна кава або кава Сьєрра-Леоне, вид кави із Західної Африки.
Не вирощується в комерційних цілях, оскільки має низьку врожайність. Її дрібні ягоди поступаються двом економічно домінуючим видам кави арабіці і робусті. 

## Опис
Стенофіла належить до жаростійких видів кави і походить із західноафриканських країн Гвінеї, Кот-д'Івуару, Ліберії та Сьєрра-Леоне. Росте у вигляді куща або дерева.
Вузьке листя з довгими гострими кінчиками зіграло роль у назві виду «Coffea stenophylla» (кава вузьколиста). На квітах стенофіли від семи до дев'яти пелюсток білого кольору, арабіка і робуста мають в основному по п'ять.
Стиглі ягоди стенофіли мають темно-фіолетовий колір, на відміну від арабіки, у якої ягоди стають червоними під час дозрівання.
Повне дозрівання зерен займає тривалий час. Ріст ягід — близько восьми тижнів, зерна повністю дозрівають протягом семи-восьми місяців. На відміну від арабіки, повне дозрівання зерен якої займає шість-вісім місяців.
Смак стенофіли порівнюють із високоякісною арабікою, у тому числі за її натуральну солодкість, виражений фруктовий аромат і багатогранну кислотність.
При тестуванні смакових якостей стенофіли у 2021 році фахівці зі SCA використали свої стандартні протоколи, давши їй досить високу оцінку у 80, 25 балів. Це дозволяє її включити до переліку елітних сортів.

## Етимологія
Назва походить від грецького stenos (вузький) і phyllon (лист), що означає «вузький лист».

## Історія
Вид кави стенофіла відкритий шведським ботаніком Адамом Афцеліусом у 18 столітті та вперше описаний шотландським ботаніком Джорджем Доном.
Зразок зерен отриманий у 1894 році сером Вільямом Куейлом Джонсом, заступником губернатора Сьєрра-Леоне. Рослина була культивована в Королівському ботанічному саду в Кью, а зразки були відправлені в Тринідад.
Рослини вперше дали плоди через чотири роки після посадки. Фахівці Королівського ботанічного саду описали смак приготованої чашки кави як чудовий і рівний найкращій каві арабіка.
На початку 20 століття, після теоретичного дослідження стенофіли в Королівських ботанічних садах, з'ясувалося, що вона має низький урожай, дрібніші, порівняно з арабікою та робустою, ягоди (а отже, і маленькі зерна). Тому заробити, вирощуючи її, у фермерів 20 століття було набагато менше потенціалу. У результаті її каталогізували і успішно забули як непродуктивний кавовий зразок.
Приблизно останні 70 років згадки про стенофілу були відсутні. Багато ботаніків і дослідників навіть не були впевнені, що вид зберігся в природі. Польові дослідження, проведені у 2018 році, показують, що стенофіла на сьогодні не вирощується в комерційних цілях. Тому здійснено пошук, щоб спробувати виявити живі зразки, які були знайдені у 2019 та 2020 роках, у дикій природі. Цей запас дикої рослини зараз розмножується для майбутньої сенсорної та агрономічної оцінки, а також для захисту видів.

## Майбутнє використання
За словами Аарона Девіса, керівника відділу досліджень кави в британському Королівському ботанічному саду в Кью, вирощування стенофіли може використовуватись для подальшої диверсифікації генетичного портфоліо культивованої кави в усьому світі. Що необхідно для підвищення стійкості до зміни клімату, а також тиску глобальних хвороб культур, таких як кавова іржа.
Виявлено, що стенофіла має хороші агрономічні показники на низьких висотах (близько 150 м). Це може розширити потенційну територію, яка використовується для вирощування кави, яка зазвичай знаходиться на значно вищих висотах 800 м і вище.

## Загрози для виду
Попри те, що стенофіла культивується лише у невеликих масштабах у Західній Африці, вона все ще вважається вразливим видом та внесена до Червоного списку МСОП через сильну вирубку лісів і фрагментацію середовища існування протягом останніх кількох десятиліть у її рідному ареалі у лісах Верхньої Гвінеї, що може вплинути на дикі популяції.